# Seznam vodních ploch v Praze 8
Seznam vodních ploch v Praze 8 zahrnuje vodní nádrže a rybníky, které se nalézají v obvodě Prahy 8 a mají rozlohu větší než 0,05 ha.

## Seznam
| Název                       | Rozloha (ha) | Délka (m) | Šířka (m) | Hloubka (m) | Obvod (km) | Objem (m³) | Nadm. výška (m) | Rok dokončení | vodní tok          | Katastrální území | Souřadnice                       |
| --------------------------- | ------------ | --------- | --------- | ----------- | ---------- | ---------- | --------------- | ------------- | ------------------ | ----------------- | -------------------------------- |
| Libeňský přístav            | 3,5613       | 303       | 228       | —           | 1,355      | —          | 180             | 2005          | Rokytka            | Libeň             | 50°06′23″ s. š., 14°28′02″ v. d. |
| Čimický rybník              | 0,5574       | 127       | 50        | —           | 0,320      | 11 200     | 279             | před 1890     | Čimický potok      | Čimice            | 50°08′23″ s. š., 14°25′42″ v. d. |
| K Drahani                   | 0,4665       | 180       | 40        | —           | 0,404      | —          | 239             | —             | Drahanský potok    | Čimice            | 50°09′03″ s. š., 14°25′48″ v. d. |
| Prostřední chaberský rybník | 0,2758       | 75        | 45        | —           | 0,229      | 3 676      | 252             | před 1855     | Drahanský potok    | Dolní Chabry      | 50°08′58″ s. š., 14°26′24″ v. d. |
| Pokorňák                    | 0,1860       | 63        | 35        | —           | 0,162      | 2 200      | 252             | —             | Třeboradický potok | Březiněves        | 50°09′57″ s. š., 14°29′08″ v. d. |
| Koztoprtský rybník          | 0,1556       | 63        | 35        | —           | 0,153      | 1 918      | 243             | před 1750     | Čimický potok      | Bohnice           | 50°08′32″ s. š., 14°24′53″ v. d. |
| Křížovnický rybník          | 0,1485       | 46        | 45        | —           | 0,139      | —          | 261             | —             | Mratínský potok    | Ďáblice           | 50°08′54″ s. š., 14°29′02″ v. d. |
| Bohnický rybník             | 0,0646       | 37        | 26        | —           | 0,097      | 716        | 226             | —             | Bohnický potok     | Bohnice           | 50°08′09″ s. š., 14°24′26″ v. d. |
| Horní chaberský rybník      | 0,0599       | 50        | 15        | —           | 0,113      | 563        | 272             | —             | Drahanský potok    | Dolní Chabry      | 50°08′51″ s. š., 14°26′47″ v. d. |

### Nezařazené a menší vodní plochy
- Střížkovský rybník (Libeň)
- Horní Střížkovský rybník (Střížkov)
- Pod zámečkem (Dolní Chabry)
- V ohradě (Ďáblice)
- Pelikání jezírko (Kobylisy)
- Ďáblická jezírka (Ďáblický háj)
- Dotek (Čimický háj)
- Pekařka (pod Proseckými skalami)